# Biels en Co

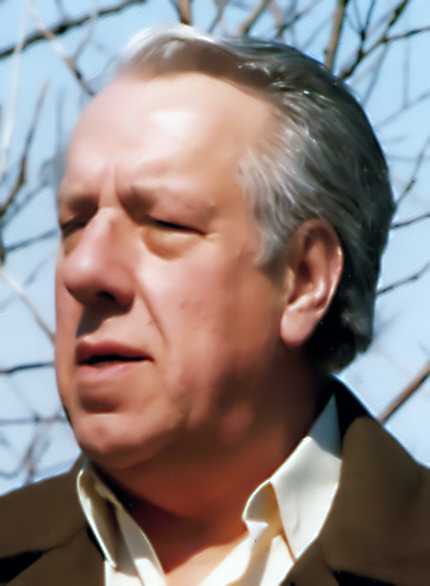
Ko van Dijk jr. in 1976

Biels en Co was een Nederlandse hoorspelserie die in de jaren 1968-1972 wekelijks door de AVRO werd uitgezonden.

## Inhoud
Biels & Co. was een sitcom in hoorspelvorm. De verwikkelingen waren even hilarisch als onwaarschijnlijk en ademen de geest van de jaren zeventig. De serie ging over de beslommeringen van een aannemersbedrijf "Biels en Co" waar aan het begin van de werkdag de belevenissen van het afgelopen weekeinde of de vorige dag ter sprake kwamen. De opzet van elke aflevering was hetzelfde, wat de herkenbaarheid ten goede kwam. De serie werd uitgezonden in wekelijkse episodes, aansluitend op de reeks Koek & ei, en daarop voortbordurend. De tekstschrijver was Jan Moraal, de regie was in handen van Jo Vischer jr.. De serie is in het begin van de jaren tachtig nogmaals deels overdag uitgezonden, 's morgens na de Arbeidsvitaminen. Enkele speciaal hiervoor geschreven verhalen zijn in boekvorm verschenen.

## Synopsis en hoofdpersonages
De beginmelodie bevatte de door Ko van Dijk uitgesproken woorden "Voor degelijke uitvoering en verantwoorde vormgeving, beleefd aanbevelend", waarna het in koor klonk: "Biels en Co". De intro- en outromuziek is "Gimme a little kiss, will ya huh" van het Tyree Glenn Quintet.
De gebruikelijke opzet van de serie was een introductie door de secretaresse (Eline ter Helle) met iemand die telefonisch contact met het bedrijf zocht, waarbij alleen de parafraserende zinnen door Ter Helle voor het publiek hoorbaar waren. Daarna volgde de binnenkomst van de baas (August J. Biels) die zeer breedsprakerig en bloemrijk en in eerste instantie volslagen onbegrijpelijk zijn versie van de belevenissen van de voorafgaande dag(en) vertelde. Op een tactisch moment kwamen de andere twee personages binnen (als regel eerst de medewerker Koen en dan wat later neef Eef) en pas dan werd stukje bij beetje duidelijk wat er zich werkelijk had afgespeeld.
Het aannemersbedrijf was ooit gesticht door vader Biels ("de oude Pieter Biels"). De aandelen waren na zijn dood overgegaan naar August en zijn broer Pieter. Neef Eef was de zoon van broer Piet en als zodanig in de directie van het bedrijf terechtgekomen als adjunct van August. Neef Eef was een duidelijk product van de jaren zeventig met alle kenmerken van een linkse, langharige, werkschuwe provo (aldus zijn oom). Hij sprak plat en onverzorgd en een groot deel van de humor kwam voort uit zijn verkeerd begrijpen van de opdrachten die hij van zijn oom kreeg.
Koen Polleman, meestal "Pol" genoemd, was ingenieur en de architect van het bedrijf. Hij was getrouwd met Ine. In de aflevering "Noodwatermeer" blijkt hij te wonen in een door hemzelf en de firma Biels ontworpen en gebouwde nieuwbouwwijk die een hilarische staalkaart is van alles wat er stedenbouwkundig maar mis kan lopen: onpersoonlijke, extreem gehorige huizenblokken in volstrekt identieke straten die na enige regenval wegzakken in de modder; wind die zodanig vrij spel heeft dat het betreden van de balustrades een gevaarlijk avontuur wordt; galmende trappenhuizen; etensluchtjes die zich via de luchtverversing van huis naar huis verspreiden ("andijvie op de even, spruitjes op de oneven nummers..."); te weinig liften ("als je pech hebt, ben je niet voor het tweede journaal binnen"); deuren die niet meer sluiten en een reling die naar beneden valt als er een vogel op gaat zitten.
Koen deed aan atletiek en leidde een typisch jaren 70 jeugdhonk waarbij ook neef Eef betrokken was.
Wanneer de nogal anarchistisch ingestelde jongeren van het jeugdhonk ("pluiskoppentuig!" dan wel "paarse meiden" volgens Biels) bij een activiteit werden ingezet, gaven ze doorgaans een eigen, "alternatieve" invulling aan de opdracht, zonder uitzondering met desastreuze gevolgen. Desondanks was Koen altijd vol begrip en prees hij het enthousiasme en de creativiteit van de jeugd.
Een deel van het bedrijf was in handen van compagnon Sjors Rinderman. Deze had verkering met secretaresse Eline ter Helle.
Hoewel hij Rinderman aan de telefoon altijd uiterst beleefd en hoffelijk, soms zelfs nederig, te woord stond, liet Biels aan Ter Helle regelmatig merken dat hij absoluut geen hoge dunk van hem had: "Rinderman: je fijne verloofde, mijn compagnon, (...) een wanhoop, een onmens, een nagel aan mijn urn... Het is jouw verloofde: jij kent hem niet!"
Aan het eind van elke aflevering, als duidelijk was geworden hoezeer de gebeurtenissen uit de hand waren gelopen, belde Rinderman op. Hij had dan meestal van een van zijn vaste contacten (de burgemeester, de andere aannemers in de stad, de leden van de herenclub) een verhaal te horen gekregen dat hij toch even wilde checken bij zijn compagnon. De onwaarschijnlijke uitleg van Biels ging altijd verloren in het applaus van het publiek in theater PePijn in Den Haag en de eindtune.
Biels was getrouwd met Doemie (tante Lien). Het huwelijk was kinderloos. De neef van tante Doemie was minister, wat regelmatig voor ongemakkelijke situaties zorgde.

## Nevenpersonages
In de serie waren altijd slechts vier personages daadwerkelijk te horen. Alle andere figuren werden besproken, maar kwamen zo regelmatig terug dat het leek alsof ze feitelijk aanwezig waren. Een aantal terugkerende personages waren:
- Kees Bosraaf, een concurrerende aannemer
- Jules Herreburg, concurrerende aannemer; berucht om zijn wisselende vriendinnen ("Herreburg met zijn nieuwe meid")
- de burgemeester, tevens buurman van August Biels. In sommige afleveringen heet hij Meelhout,[4] maar ook de naam Goebaars wordt genoemd. Meestal blijft hij naamloos.
- de dames Peperplas, twee oude zussen, zo taai “dat ze in levensverzekeringskringen ten voorbeeld worden gesteld aan al te inhalige nabestaanden”[5]
- de gemeentesecretaris Jo Neteman en zijn vrouw Poes
- Kees Kast, de atletiektrainer van Koen
- Bakkie Bruin-Waspik, journalist van de krant Het Nieuwe Heden
- de leden van de Herenclub
- de anarchistische jongeren van het jeugdhonk van Pol

Sommige personages droegen zulke onwaarschijnlijke namen en werden zodanig geïntroduceerd dat het niet altijd meteen duidelijk was dat het om een persoon ging.
Moraal maakte er ook een sport van om extreem lange persoonsnamen en straatnamen te verzinnen:
- Theresa Maria Geertruida Antonia Wilhelmina Charlotte Theodora Goebaars, de dochter van de burgemeester[6]
- mevrouw Braamhuishollerodarwinkeldekloek
- mevrouw Griesmanklarenbosvanhooyendufleurdevries
- de Jonkheer Willemfrederikdaltagelebrunvansteenhouwervislaan[7]
- de Ariemanjocobtendoelepasveerlaan
- de P.C.Hallejagerbakboomkrijnenvanderpoelkade[8]

Moraal liet Biels ook met - somtijds briljante - taalverhaspelingen en onjuiste uitspraak van namen en woorden, die Pol dan vaak beleefd corrigeerde 'eh (...) chef', uitschijnen als cultuurbarbaar. Pol noemde bijvoorbeeld een personage uit de Odyssee en op het onbegrip van Biels legde hij dan uit 'U weet wel chef, uit de Griekse mythologie'. Biels herhaalde dan 'Ja ja, natuurlijk, de Griekse miet-zolo-zjie. Ook liet hij Biels eens de verzuchting slaken: "Ja, noblige oblège, hè" (in plaats van 'noblesse oblige' de Franse uitdrukking voor 'adeldom verplicht').

## Rolverdeling
- August ("oom Aug") Biels, directeur - Ko van Dijk jr.
- Koen ("Pol") Pollemans, architect - Frans Koster
- Eline Ter Helle, secretaresse - Fiet Koster
- Neef Eef Biels ("Het kind"; "Knaap") - Matthé Verdaasdonk

## Afleveringen
Het is onbekend hoeveel afleveringen er precies zijn gemaakt. De opnamebanden zijn grotendeels verdwenen omdat ze zijn hergebruikt. In het archief van Beeld En Geluid bevinden zich 132 afleveringen, maar verreweg de meeste zijn gedateerd op begin jaren '80, toen de serie mede op basis van particuliere opnames herhaald werd. Achttien afleveringen zijn najaar 2007 door uitgeverij Rubinstein uitgebracht in een luisterboek
van 6 cd's. Desalniettemin bestaan er sites waar men "thuisopnamen" kan beluisteren.